# Guido Sieber
Pour les articles homonymes, voir Sieber.
Guido Sieber (né en 1963) est un illustrateur et auteur de bande dessinée allemand. Dans les années 1990, il réalise de nombreuses histoires critiquant la société allemande, et se fait remarquer pour les qualités de son graphisme. Dans les années 2000, il se tourne vers l'illustration, notamment liées au jazz. Il n'est pas traduit en français.